# ورتو (تلفن همراه)
ورتو (به انگلیسی: Vertu) یک تولیدکننده گوشی تلفن همراه انگلیسی بود، که گوشی‌های بسیار لوکس و دست‌ساز را تولید می کرد، ورتو توسط شرکت فنلاندی نوکیا در سال ۱۹۹۸ تأسیس گردید که در اکتبر ۲۰۱۲ به گروه سهامداران مطرح «EQT VI» فروخته و واگذار شد، گفته شده بود مبلغ اعطایی EQT برای ورتو ۲۰۰ میلیون دلار بوده‌است که تأیید نشد. این شرکت تا به حال توانسته توجه حدود ۳۵۰٬۰۰۰ مشتری را به محصولات خود جلب کند. ورتو حدود ۵۰۰ مدل مختلف کالا دارد که تقریبا ۷۰ مدل از گوشی‌ های این شرکت در آسیا و روسیه و خاورمیانه از توجه ویژه کاربران و محبوبیت خاص مصرف کنندگان برخوردار است.
گوشی‌های ورتو، به عنوان یک برند تولید کننده گوشی های هوشمند، با توجه به قیمت و ویژگی هایشان در بازار جهانی به شدت پرطرفدار شده‌اند. در ادامه، به معرفی کامل این گوشی‌ها و ویژگی های هر کدام می‌پردازیم:

### گوشی ورتو G5:
گوشی ورتو G5 با صفحه نمایش 6.5 اینچی IPS LCD با وضوح 720 در 1600 پیکسل و نسبت تصویر 20: 9 عرضه شده است. این گوشی دارای پردازنده Mediatek Helio G25 و حافظه داخلی 32 گیگابایت است که می‌توان با استفاده از کارت حافظه MicroSD تا 512 گیگابایت آن را گسترش داد. دوربین پشتی این گوشی دارای دو حسگر 13 مگاپیکسلی و 2 مگاپیکسلی برای تشخیص عمق فضا است، همچنین دوربین جلوی آن دارای حسگر 5 مگاپیکسلی است. گوشی ورتو G5 دارای باتری 5000 میلی آمپر ساعتی با قابلیت شارژ سریع است.

### گوشی ورتو Y20:
گوشی ورتو Y20 با صفحه نمایش 6.51 اینچی IPS LCD با وضوح 720 در 1600 پیکسل و نسبت تصویر 20: 9 عرضه شده است. این گوشی دارای پردازنده Qualcomm Snapdragon 460 و حافظه داخلی 64 گیگابایت است که می‌توان با استفاده از کارت حافظه MicroSD تا 256 گیگابایت آن را گسترش داد. دوربین پشتی این گوشی دارای سه حسگر 13 مگاپیکسلی، 2 مگاپیکسلی و 2 مگاپیکسلی برای تشخیص عمق فضا است، همچنین دوربین جلوی آن دارای حسگر 8 مگاپیکسلی است. گوشی ورتو Y20 دارای باتری 5000 میلی آمپر ساعتی با قابلیت شارژ سریع است.

### گوشی ورتو V21:
گوشی ورتو V21 با صفحه نمایش 6.44 اینچی AMOLED با وضوح 1080 در 2400 پیکسل و نسبت تصویر 20: 9 عرضه شده است. این گوشی دارای پردازنده Qualcomm Snapdragon 730G و حافظه داخلی 128 گیگابایت است که قابلیت گسترش آن با استفاده از کارت حافظه MicroSD وجود ندارد. دوربین پشتی این گوشی دارای سه حسگر 64 مگاپیکسلی، 8 مگاپیکسلی و 2 مگاپیکسلی برای تشخیص عمق فضا و دوربین جلوی آن دارای حسگر 44 مگاپیکسلی است. گوشی ورتو V21 دارای باتری 4000 میلی آمپر ساعتی با قابلیت شارژ سریع است.

### گوشی ورتو X50 Pro:
گوشی ورتو X50 Pro با صفحه نمایش 6.44 اینچی AMOLED با وضوح 1080 در 2400 پیکسل و نسبت تصویر 20: 9 عرضه شده است. این گوشی دارای پردازنده Qualcomm Snapdragon 765G و حافظه داخلی 128 گیگابایت است که قابلیت گسترش آن با استفاده از کارت حافظه MicroSD وجود ندارد. دوربین پشتی این گوشی دارای چهار حسگر 48 مگاپیکسلی، 8 مگاپیکسلی، 13 مگاپیکسلی و 8 مگاپیکسلی برای تشخیص عمق فضا و دوربین جلوی آن دارای حسگر 32 مگاپیکسلی است. گوشی ورتو X50 Pro دارای باتری 4315 میلی آمپر ساعتی با قابلیت شارژ سریع و شارژ بی سیم است.

### ورتو سیگنیچر (Vertu Signature)
ورتو سیگنیچر نخستین پرچمدار شرکت بود که سال 2003 راهی فروشگاه‌های لوکس جهان شد. این گوشی دکمه‌ای فاقد دوربین است و حافظه آن تنها قابلیت ذخیره‌سازی 1000 مخاطب و 100 پیام کوتاه را دارد. جالب آنکه ورتو برای ساخت این محصول از یک گرم یاقوت سرخ استفاده کرده است.

### گوشی ورتو دایموند (Vertu Diamond)
به یکی دیگر از گوشی‌های دکمه‌ای ورتو با قیمت نجومی می‌رسیم. ورتو دایموند که سال 2005 عرضه شده، به لحاظ ظاهری و حتی فنی شباهت زیادی با سیگنیچر دارد و شاید بتوان گفت که بزرگ‌ترین فرق آن، وجود نگین‌های متعدد در حاشیه دستگاه است.

### گوشی ورتو سیگنیچر اس (Vertu Signature S)
سیگنیچر اس امکانات آن به مراتب از مدل‌های قبل بهتر است. به عنوان مثال، این دستگاه ضمن ذخیره‌سازی نام 2000 مخاطب، به حافظه 4 گیگابایتی مجهز شده و قابلیت پشتیبانی از اتصالات بلوتوث را نیز دارد. جالب آنکه قیمت آن تقریبا برابر ورتو دایموند است.

## نگارخانه

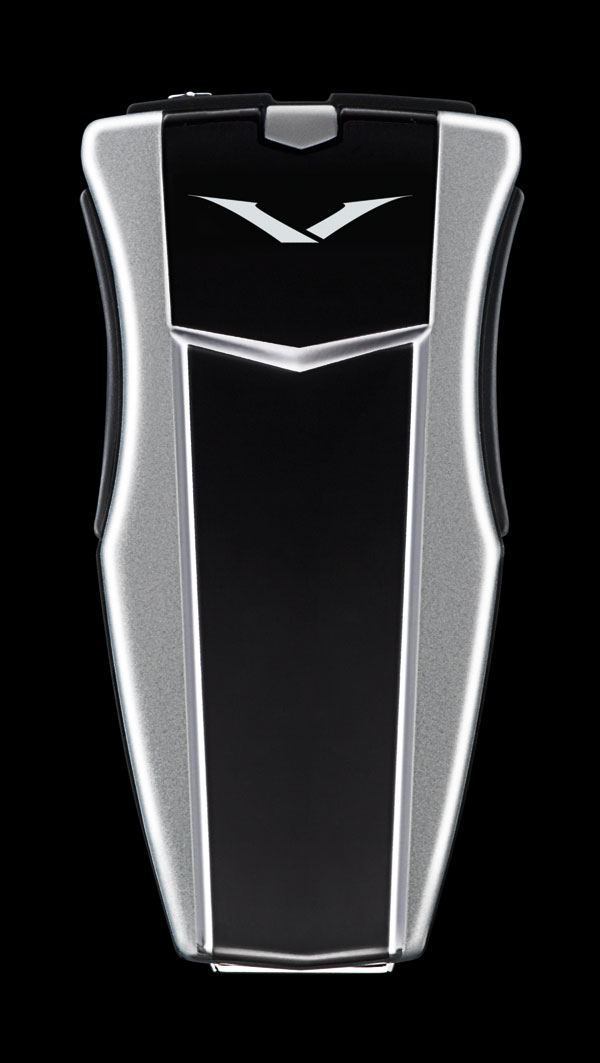
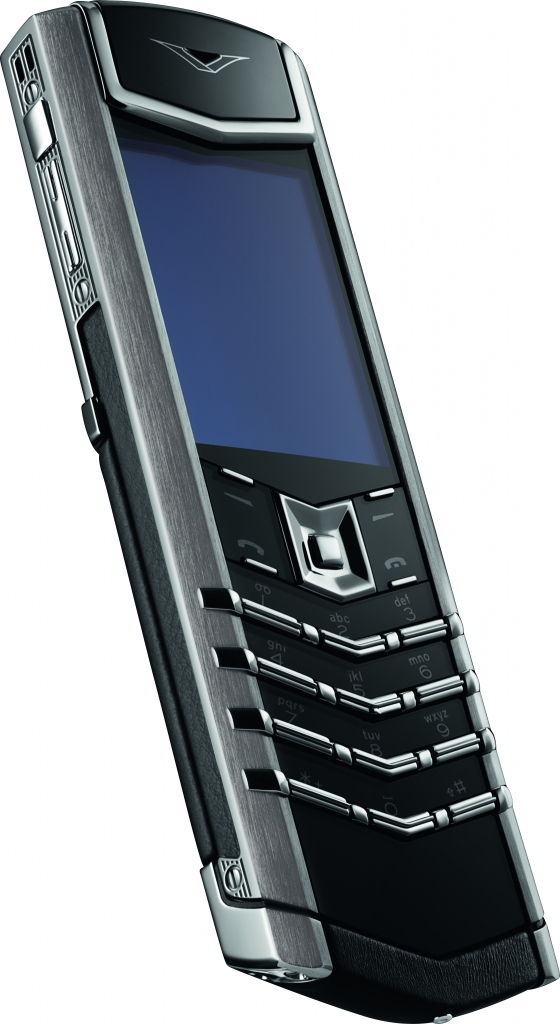
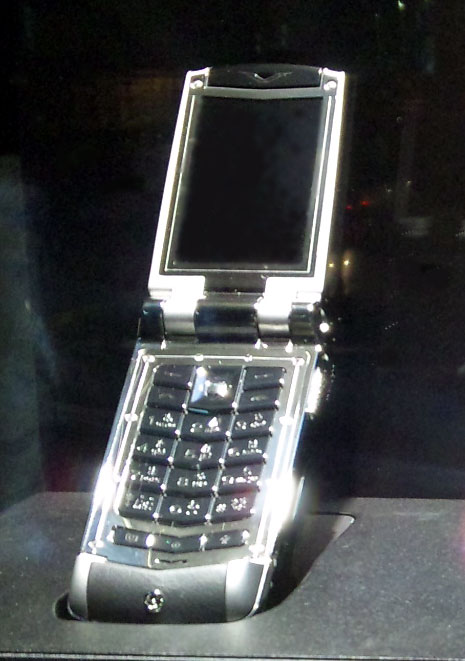
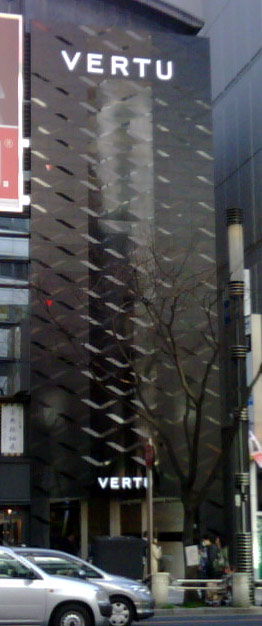